# 胡公冕
胡公冕（1888年—1979年6月30日），原名世周，字公冕，以字行，浙江永嘉人，中国工农红军将领。

## 生平
胡公冕在1911年10月参加辛亥革命，在一个师教导团里当排长。三个月后，教导团开拔到上海，改编为“模范团”，胡公冕升任队长。不久，离团回杭。1919年五四运动期间，在杭州浙江第一师范学校任体育教师，积极支持学生运动。1921年10月，胡公冕由陈望道、沈定一介绍，在杭州第一师范加入中国共产党，后去莫斯科东方大学学习。1922年1月，作为中国代表团成员，参加第三国际在莫斯科召开的远东各国共产党及民族革命团体第一次代表大会。1923年9月，以个人身份加入中国国民党，之后到福建许崇智处改造军队。1924年1月，作为浙江省代表参加了国民党第一次全国代表大会。会后参加黄埔军校筹建工作。
1924年6月，黄埔军校正式开学，任黄埔军校管理部卫兵长。1924年12月，黄埔军校教导二团成立，担任一营党代表。国民革命军第一次东征时，调为第二营营长。1926年5月，到黄埔军校第四期政治科担任大队长。在此期间，他对胡宗南多有提携。北伐战争开始后，任国民革命军总司令部政治宣传大队长、总司令部副官处长、第六十七团团长、东路军前敌总指挥部政治部主任等职。 1927年蒋介石发动四一二事变，胡公冕被通缉。不久，一度失去党的组织关系。
1929年10月返回浙江永嘉楠溪，秘密组织农民武装。同年11月成立浙南红军游击队，任指挥。1930年3月上旬，中共中央军委成立浙南红军游击总指挥部，任总指挥。5月初，根据中央军委指示，浙南红军游击队在永嘉枫林统一编为中国工农红军第十三军，由中共中央军委统一指挥，胡公冕担任军长。红十三军全盛时有6000余人，先后攻占平阳、缙云等县城。此后，蒋介石下令成立苏浙皖三省“剿匪”总指挥部，调遣重兵对红十三军各部队展开大规模清剿，并对红军主要地区进行大规模烧杀。在国民政府当局优势兵力的进攻下，红十三军遭受了严重损失，部队大部分被打散，胡公冕及军部外来干部杨波等先后转移到上海，一部分在永嘉、仙居、黄岩边境坚持，分散进行游击战；另一部分分散隐蔽，等待时机。1932年5月“岩头事件”后，红十三军彻底解体。
1932年4月，胡公冕离开浙南到上海，不久被捕入狱。1936年2月，时任陕西省主席的邵力子保胡出狱治病。出狱后，随到西安疗养。抗日战争时期，经胡宗南推荐，先后担任甘肃省第二区（平凉）、第一区（临洮）行政督察专员兼少将保安司令。1937年5月和1943年4月，先后两次访问延安。1947年11月，授陆军少将军衔，后居住上海。1947年冬，同中共中央社会部吴克坚、祁式潜取得联系，进行策反国军的工作。在其策动下，第5军200师少将师长叶芳于1949年5月7日率部在温州投共。他还试图策反胡宗南，但未成功。
1950年11月，中华人民共和国政务院公布胡公冕为政务院参事。1954年起，任中华人民共和国国务院参事。1956年，根据“百花齐放，百家争鸣”方针，胡公冕与安若定、廖华、李仲公、余遂辛、李奇中、林志钧、舒宗鎏、万保邦、徐行之、王卓然、张知行、范朴斋、李一平、陈修和、张志和、左宗纶、章友江，一共18位国务院参事联名向国务院总理周恩来汇报工作，直接指出中共的统战工作发生偏差。该报告希望中共及时解决上述问题，消除有关人士的顾虑。此即所谓“十八参事上书”。
1979年6月30日，在北京逝世，享年93岁。1984年1月8日，中国共产党国家机关委员会批准，追认他为中国共产党党员。